# 陈第墓
陈第墓，位于中国福建省福州市连江县浦口镇官岭村戈沃山，为一个省级文物保护单位，类型为古墓葬，为第三批福建省文物保护单位，公布时间为1991年4月17日。
陈第墓的历史年代为明。